# Emil Spannocchi
Emil Spannocchi (* 1. September 1916 in Aigen bei Salzburg; † 29. August 1992 in Wiener Neustadt) war ein österreichischer General. 1973 bis 1981 war er als Armeekommandant mit der Umstrukturierung des Bundesheeres zu einer Milizarmee betraut.

## Herkunft
Emil Spannocchi kam als jüngstes von drei Kindern von Anton Graf Spannocchi und Gabriele Gräfin von Attems 1916 auf Schloss Aigen, heute Teil der Stadt Salzburg, zur Welt. Seine Mutter war die Enkelin von Moritz Graf O’Donnell, dem Bruder von Maximilian Karl Graf O’Donell von Tyrconell, der 1853 Kaiser Franz Joseph I. vor dem Attentat durch Janos Libényi bewahrte und sich als Belohnung dafür eine Villa im Salzburger Mirabellgarten erbauen durfte. Er heiratete Gräfin Therese Czernin von und zu Chudenitz. Aus dieser Ehe gingen fünf Kinder (Eugen, Elisabeth, Silvia, Huberta, Paul) und siebzehn Enkelkinder hervor. Sein Bruder Lelio Spannocchi war Politiker und wirkte als oberösterreichischer Landtagspräsident. Emil Spannocchi starb im Ruhestand an den Folgen eines Reitunfalls.
Zu seinen Vorfahren zählte auch der steiermärkische Landeshauptmann Ferdinand von Attems.

## Biographie
Spannocchi trat am 1. September 1934 als Einjährig-Freiwilliger beim Dragonerregiment Nr. 2 in Enns in das Bundesheer der Ersten Republik ein.
Ab 1935 besuchte er die Theresianische Militärakademie in Wiener Neustadt. Nach dem „Anschluss Österreichs“ an das Deutsche Reich im März 1938 wurde Spannocchi in die Wehrmacht übernommen, erhielt in der Folge sein Offizierspatent als Leutnant und wurde zum Kavallerie-Regiment 17 nach Bamberg versetzt.
Nach dem Beginn des Zweiten Weltkrieges war er bis Dezember 1939 bei der Aufklärungs-Abteilung 7 der 7. Infanterie-Division, wo er am Überfall auf Polen teilnahm. Während dieser Zeit wurde er zum Oberleutnant befördert.
Beim Westfeldzug diente er als Schwadronchef beim Reiter-Regiment 2 der 1. Kavallerie-Division in Frankreich, Holland und Polen.
Er wechselte zur Panzertruppe und kämpfte im Deutsch-Sowjetischen Krieg mit dem Panzer-Regiment 24 der 24. Panzer-Division, wobei er eine Panzerkompanie übernahm. 1942 erfolgte die Beförderung zum Rittmeister, und seine Einheit wurde von der Heeresgruppe Mitte zur Heeresgruppe Süd verlegt. Später wurde er Abteilungskommandeur und nach Frankreich versetzt.
Im Sommer 1943 begann Spannocchi die Generalstabsausbildung an der Kriegsakademie in Hirschberg im Riesengebirge, die er im Oktober 1943 abschloss. Er kam als Kompaniechef erneut zum Panzer-Regiment 24, diesmal nach Italien. Er nahm an einen Schulungslehrgang für die schweren Panzer Panther und Tiger teil und wurde zum Major i. G. befördert.
Im Frühjahr 1944 kam Major Emil Spannocchi zur 2. Panzer-Division nach Frankreich. Er wurde zum Abteilungs-Adjutanten der I. Abteilung ernannt, einer Panzer-Abteilung im 3. Panzer-Regiment. Bei Invasionsbeginn schickte man ihn und seine Abteilung per Bahn von Arras/Amiens über Paris nach Caen an die Front. Nach schweren Kämpfen im Raum Caen und dem Kessel von Falaise Anfang September 1944 blieben nur mehr 1200 Mann der einst so kampfkräftigen 2. „Wiener“ Panzer-Division übrig. Danach nahm man die Reste von der noch übrig gebliebenen Division aus dem Kampfgeschehen heraus und schickte Spannocchi mit seinen Männern zur Erholung in den Großraum Bitburg.
Am 10. Dezember 1944 wurde Major Spannocchi zum Zweiten Generalstabsoffizier (Ib) der 2. Panzer-Division ernannt.
Am 16. Dezember 1944 erfolgte mit der Ardennenoffensive ein großangelegter Angriff auf amerikanische Stellungen. Im Rahmen der Division rückte er bis in den Raum Bastogne vor, wo man unter anderem den Fallschirmjägern der 101. Airborne-Division gegenüberstand.
Nach der gescheiterten Offensive im Jänner 1945 ging es für den Major in schweren Rückzugskämpfen von Belgien über den Rhein bis nach Plauen in Bayern, wo die 2. Panzer-Division kapitulierte.
Das Kriegsende erlebte er von ca. 8. Mai bis 3. Juni 1945 in amerikanischer Kriegsgefangenschaft.
Während der Fronteinsätze wurde er zwei Mal verwundet und wurde mit dem Eisernen Kreuz II. und I. Klasse, dem Infanterie-Sturmabzeichen in Silber, der Ehrenblattspange des Heeres und dem Verwundetenabzeichen in Schwarz ausgezeichnet.
Nach dem Krieg war Spannocchi in Mailand in der Privatwirtschaft tätig. Trotz schlechterer Bezahlung diente er ab 1954 wieder der B-Gendarmerie, dem Vorläufer des österreichischen Bundesheeres, und war an der Neuaufstellung beteiligt.

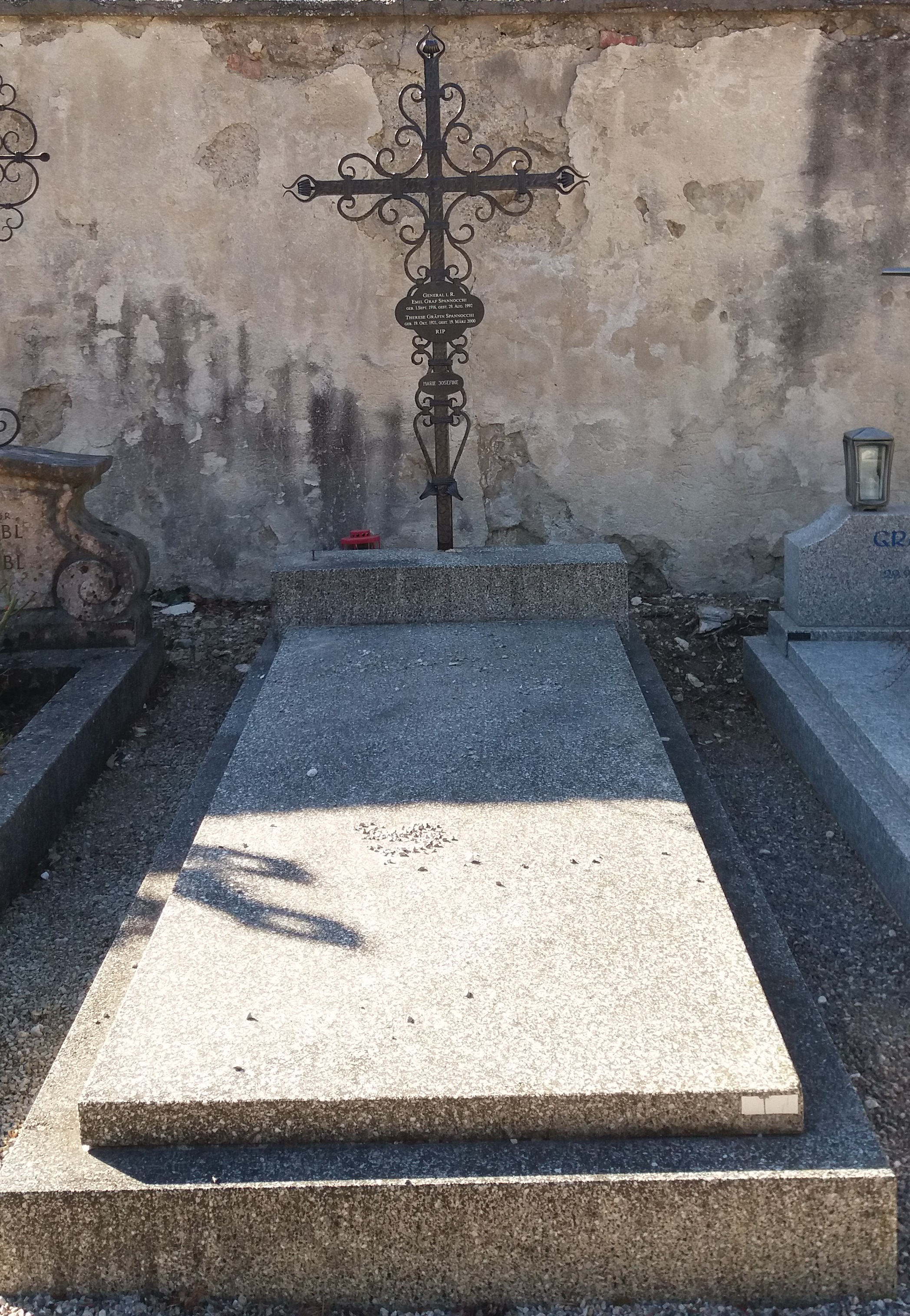
Grabstätte

1956 kam er als Oberstleutnant des höheren militärischen Dienstes in die Zentralleitung des neu aufgestellten Bundesministeriums für Landesverteidigung in Wien. Er wurde 1957 Kommandant der Panzertruppenschule in der Kaserne Götzendorf. Von 1960 bis 1963 war Spannocchi Kommandant der 9. Panzergrenadierbrigade und von 1963 bis 1973 Kommandant der Landesverteidigungsakademie.
Bekannt wurde er durch die unter seiner Federführung als Armeekommandant erstellte „Spannocchi-Doktrin“, ein Raumverteidigungskonzept, nach dem das Bundesheer in den Jahren 1973 bis 1986 unter Bundeskanzler Bruno Kreisky umorganisiert wurde. Weiter war Spannocchi erster Präsident der Arbeitsgemeinschaft Katholischer Soldaten (1973–1977).
1978 wurde er zum Leiter der Sektion III im Bundesministerium für Landesverteidigung ernannt und wurde am 30. September 1981 in den Ruhestand versetzt. Auch nach seinem Ausscheiden blieb er dem Bundesheer verbunden, so hielt er Vorträge und gab militärjournalistische Stellungnahmen ab. Im Mai 1992 erlitt er während eines Ausrittes einen Schlaganfall und zog sich durch einen Sturz vom Pferd schwere Kopfverletzungen zu, infolge derer er am 29. August 1992 im Krankenhaus Wiener Neustadt verstarb. Seine Grabstätte befindet sich auf dem Friedhof der Theresianischen Militärakademie in Wiener Neustadt.

## Würdigung
Auf Initiative von Verteidigungsminister Thomas Starlinger erfolgte Anfang 2020 die Ergänzung des Namens Stiftskaserne durch General-Spannocchi-Kaserne.

## Publikationen
- mit Guy Brossollet und Einleitung von Carl Friedrich von Weizsäcker: Verteidigung ohne Schlacht. Spannocchi: Verteidigung ohne Selbstzerstörung, Brossollet: Das Ende der Schlacht, Hanser-Verlag 1976, ISBN 3-446-12287-7, Deutscher Taschenbuch-Verlag 1979, ISBN 3-423-01454-7.
- mit Felix Ermacora, Franz Nemschak: Wirtschaftspolitik und Neutralität. Wiener Volkswirtschaftliche Gesellschaft, Wien 1965, Schriftenreihe der Wirtschaftsakademie, Heft 2.